# Flo (Band)
Flo (oft auch FLO geschrieben) ist ein englisches R&B-Trio aus London. Die Girlgroup hatte 2022 einen Internethit in Großbritannien mit dem Song Cardboard Box.

## Bandgeschichte
Renée Downer und Stella Quaresma lernten sich 2019 auf der Sylvia Young Theatre School kennen und schlossen sich als Gesangsduo zusammen. Anschließend besuchten sie gemeinsam das East London Arts and Music. Jorja Douglas lernten sie über das Internet kennen. Sie hatte 2017 beim Kinderkanal der BBC die Castingshow Got What It Takes? gewonnen und schloss sich den beiden an. 2020 wurden sie von Island Records unter Vertrag genommen. Im März 2022 veröffentlichten Flo ihre Debütsingle Cardboard Box, die von MNEK mitgeschrieben und produziert worden war. Auf Anhieb erreichten sie damit eine hohe Aufmerksamkeit und millionenfach Abrufe im Internet. Eine weitere Single und eine EP mit 6 Songs folgte noch im selben Jahr. Dazu kamen TV-Auftritte bei Jools Holland und bei Jimmy Kimmel in den USA.
Im Dezember wurde bekanntgegeben, dass sie bei den BRIT Awards als erste Band die Auszeichnung als Rising Star gewonnen hatten. Zum Jahreswechsel belegten sie bei einem weiteren renommierten Newcomer-Voting, beim Sound of 2023 der BBC, den ersten Platz.

## Diskografie
Album
- Access All Areas (2024)

EPs
- The Lead (2022)
- 3 of Us (2023)

Lieder
- Cardboard Box (2022)
- Immature (2022)
- Not My Job (2022)
- Losing You (2022)
- Fly Girl (feat. Missy Elliott) (2023)
- Walk Like This (2024)
- Caught Up (2024)
- Check (2024)